# Theo Albrecht junior
Theo Albrecht junior (* 1950 in Essen) ist ein deutscher Manager. Er ist Miteigentümer der Unternehmen Aldi Nord und Trader Joe’s.

## Herkunft, berufliche Tätigkeit und Privates

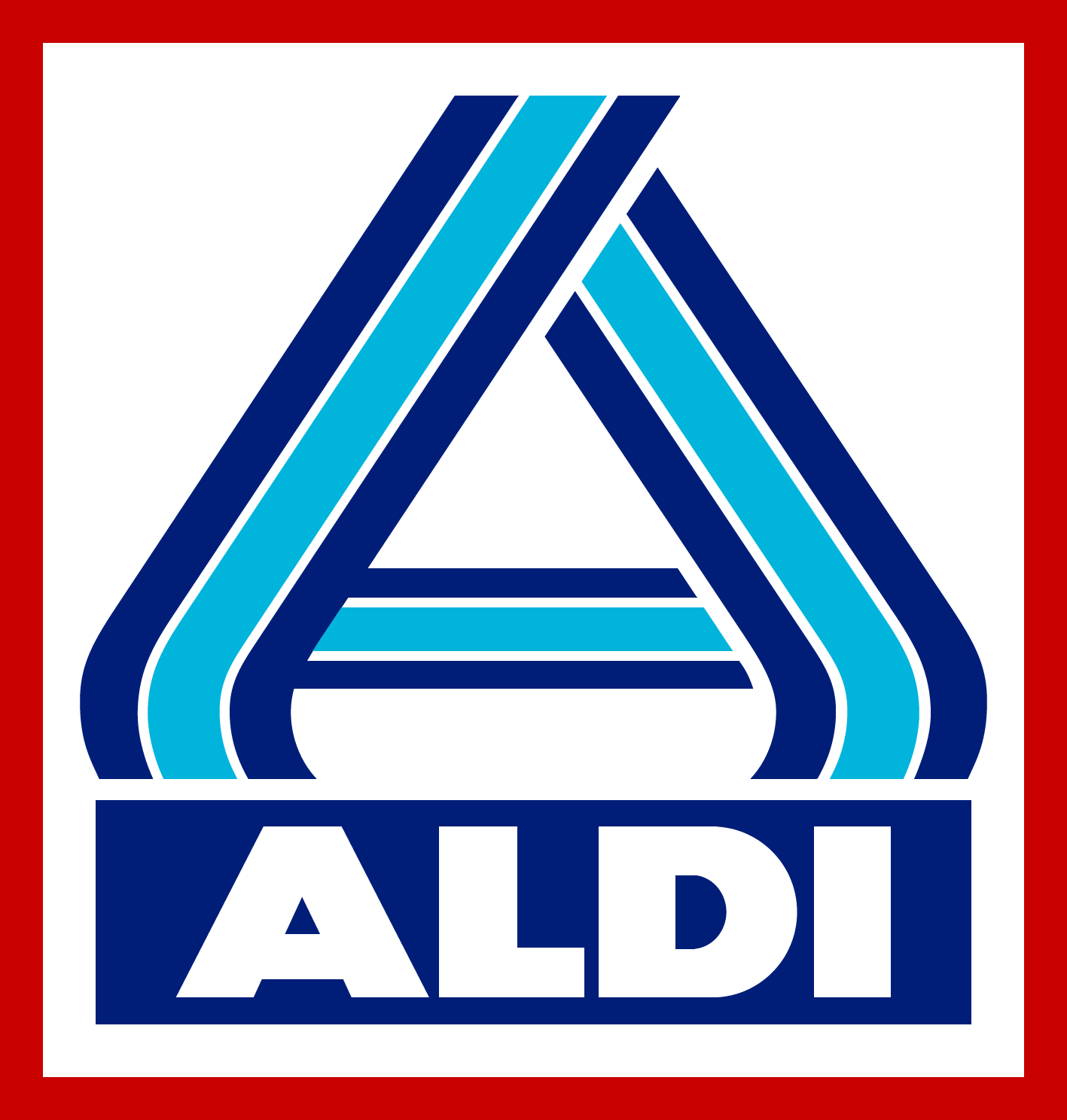
Logo von ALDI Nord

Logo von Trader Joe’s

Theo Albrecht junior ist der älteste Sohn des Aldi-Nord-Gründers Theo Albrecht (1922–2010). Nach dem Abitur 1969 in der Schweiz begann Theo Albrecht junior ein Studium der Wirtschaftswissenschaften an der Universität Innsbruck, welches er 1980 als Diplom-Kaufmann abschloss. Seitdem ist er für den Discounter Aldi Nord tätig. Er ist seit 1982 Mitglied des Verwaltungsrates und gegenwärtig stellvertretender Vorsitzender der nicht auflösbaren Markus-Stiftung, die das Gesamtvermögen von Aldi Nord und der bereits von seinem Vater 1979 übernommenen US-amerikanischen Lebensmittel-Einzelhandelskette Trader Joe’s verwaltet. Darüber hinaus gehört Albrecht die Hutha Holding GmbH.
Theo Albrecht junior ist verheiratet und Vater einer Tochter. Er ist das einzige Mitglied der Familie Albrecht, das noch aktiv im Discounter-Konzern Aldi tätig ist. Aldi-Nord und Aldi-Süd werden ausschließlich von familienfremden Managern geführt. Theo Albrecht junior gilt als öffentlichkeitsscheu und hat bisher nur dem Handelsblatt am 1. Juni 2016 ein Interview gegeben. In den Medien ist nur ein älteres Foto
(Theo Albrecht junior stehend vor einem Mercedes-Benz Baureihe 126) vorhanden, Fernsehaufnahmen existieren nicht.
2023 wurde bekannt, dass zum 1. Oktober Theo Albrecht – bislang Vorsitzender des Verwaltungsrats in der operativen Führung von Aldi-Nord – in einen neu geschaffenen Aufsichtsrat wechselte. Somit ist erstmalig kein Mitglied der Gründerfamilie in der Geschäftsführung.

## Juristische Auseinandersetzung mit Schwägerin Babette Albrecht
Nach dem Tod seines Bruders Berthold Albrecht befand sich Theo Albrecht junior in einem Rechtsstreit mit seiner Schwägerin Babette Albrecht. Theo Albrecht junior und seine Mutter Cäcilia, die Frau von Aldi Nord Gründer Theodor Paul Albrecht (1922–2010), werfen dem Familienstamm von Babette Albrecht vor, zu viel Geld aus dem Konzern ziehen zu wollen. Dies wird von der Gegenseite allerdings vehement bestritten. Man leiste sich keinen unangemessenen Lebensstil und sei im Übrigen daran interessiert, aktiv an einer guten Entwicklung des Konzerns mitzuarbeiten. Vielmehr seien Aussagen von Theo und Cäcilia Albrecht an „Böswilligkeit nicht zu überbieten“, heißt es in einem Schreiben. Albrecht junior gehe es in Wahrheit nur „um die Machtergreifung im Unternehmen und Ausbootung der Familie seines verstorbenen Bruders“. Albrecht junior und Cäcilia Albrecht bestreiten das. Das Oberverwaltungsgericht Schleswig sollte ursprünglich im zweiten Halbjahr 2017 über den Familienstreit der Familie Albrecht verhandeln. Dabei geht es um die Machtverhältnisse bei der Jakobus-Stiftung, die wichtige Anteile an Aldi Nord und Trader Joe’s hält. Bei den anderen beiden Stiftungen handelt es sich um die Lukas-Stiftung und die Markus-Stiftung. Alle drei Stiftungen müssen wichtige Konzernentscheidungen einstimmig absegnen, wie etwa Investitionen in Auslandsmärkte oder Vertragsverlängerungen von Top-Managern. Umstritten ist dabei die Zusammensetzung des Vorstandes der Jakobus-Stiftung. Im Dezember 2017 erklärte das Gericht in seinem Urteil die Satzungsänderung in der Jakobus-Stiftung für rechtens. Im April 2019 entschied das Bundesverwaltungsgericht letztinstanzlich, die Revision gegen das Urteil nicht zuzulassen, das Urteil wurde damit rechtskräftig. Anfang Februar 2023 wurden die juristischen Auseinandersetzungen beigelegt. Es soll eine einheitliche Holding-Gesellschaft in Stiftungsform geben, die zur Hälfte den jeweiligen Familienstiftungen der Angehörigen der beiden Erben Theo und Berthold Albrecht gehören und von beiden zu gleichen Anteilen geleitet werden soll.

## Vermögen
Albrecht ist Multimilliardär und gehört zu den zehn reichsten Menschen in Deutschland. In The World’s Billionaires für das Jahr 2017 des US-amerikanischen Wirtschaftsmagazins Forbes wird sein Vermögen auf 18,8 Milliarden US-Dollar (etwa 16,1 Milliarden Euro) geschätzt. In dem Ranking der reichsten Menschen der Welt belegt er Platz 44.